# Samuel James Record
Samuel J. Record (10 de marzo de 1881 – 3 de febrero de 1945) fue un botánico estadounidense, que jugó un prominente rol en el estudio de la madera.
Era aboígen de Crawfordsville, Indiana, Record se graduó en el Wabash College en 1903 y obtuvo un M.Sc. en Forestales por la Universidad de Yale en 1905. Después de trabajar para el Servicio Forestal de los Estados Unidos (US Forest Service), en 1910 se unió a la Facultad Forestal de Yale. En 1917, fue profesor de productos forestales, y en 1939 fue hecho Decano de esa Facultad.
A través de viajes por toda América (principalmente Belice, Guatemala, Honduras, Colombia, EE. UU.) y con la ayuda de corresponsales en todo el mundo, Samuel Record amasó una enorme colección de al menos 41.000 especímenes de madera identificadas. Originalmente con sede en Yale, la "Colección SJRw" se mudó en 1969 al Laboratorio de productos del Servicio Forestal de EE. UU. Fue fundador de la Sociedad Internacional de Anatomistas de la Madera y comenzó a publicar la revista Tropical Woods en 1925.

## Algunas publicaciones
- samuel j. Record. 1941]. American Timbers of the Mahogany Family. N.º 66 de Tropical Woods
- --------------------------. 1908. Suggestions to Woodlot Owners in the Ohio Valley Region. Volumen 138 de USDA Forest Service Circular. Editor Government printing office, 15 pp.
- --------------------------. 1906. Forestry: A profession for young men ... Editor Dept. of botany Wabash college, 8 pp.

### Libros
- samuel j. Record. 2010. The Mechanical Properties of Wood. Edición ilustrada de General Books, 114 pp. ISBN 1-77045-767-4
- --------------------------. 2009a. Identification of the Economic Woods of the United States. Edición reimpresa de BiblioBazaar, 184 pp. ISBN 1-117-40746-2
- --------------------------. 2009b. Economic Woods of the United States. Edición reimpresa de BiblioBazaar, 172 pp. ISBN 1-117-14542-5
- --------------------------, robert william Hess, charles Lathrop. 1947. Timbers of the New World. Ed. Pack Forestry Foundation. 640 pp.
- --------------------------. 1934. Identification of the timbers of temperate North America: including anatomy and certain physical properties of wood. Edición reimpresa de J. Wiley & sons, 196 pp.
- --------------------------. 1914. The mechanical properties of wood, including a discussion of the factors affecting the mechanical properties, and methods of timber testing. Volumen 12299 de Project Gutenberg. Editor J. Wiley & sons, Inc. 165 pp.

## Eponimia
Género
- (Verbenaceae) Recordia Moldenke[3]

Especies
- (Caesalpiniaceae) Caesalpinia recordii Britton & Rose[4]
- (Fabaceae) Caesalpinia recordii Britton & Rose[5]
- (Fabaceae) Pithecellobium recordii Standl.[6]
- (Meliaceae) Schmardaea recordiana Dugand[7]
- (Rubiaceae) Anisomeris recordii (Standl.) Standl.[8]